# Sanborn (Dakota del Nord)
Sanborn è un centro abitato (city) degli Stati Uniti, situato nella Contea di Barnes nello Stato del Dakota del Nord. Nel censimento del 2000 la popolazione era di 194 abitanti. La città è stata fondata nel 1879.

## Geografia fisica
Secondo i rilevamenti dell'United States Census Bureau, la località di Sanborn si estende su una superficie di 1,40 km², tutti occupati da terre.

## Popolazione
Secondo il censimento del 2000, a Sanborn vivevano 194 persone, ed erano presenti 54 gruppi familiari. La densità di popolazione era di 138 ab./km². Nel territorio comunale si trovavano 80 unità edificate. Per quanto riguarda la composizione etnica degli abitanti, il 97,94% era bianco, l'1,03% era afroamericano, lo 0,52% era nativo e lo 0,52% apparteneva a due o più razze.
Per quanto riguarda la suddivisione della popolazione in fasce d'età, il 28,4% era al di sotto dei 18, il 5,7% fra i 18 e i 24, il 27,8% fra i 25 e i 44, il 26,8% fra i 45 e i 64, mentre infine l'11,3% era al di sopra dei 65 anni di età. L'età media della popolazione era di 37 anni. Per ogni 100 donne residenti vivevano 84,8 maschi.